# Javorianska hornatina
Javorianska hornatina je geomorfologický podcelek Javoří. Nejvyšší vrch podcelku i celého pohoří je Javoří, dosahující výšky 1 044 m n. m..

## Vymezení
Podcelek zabírá jižní, nejvyšší část Javoří. Severním a západním směrem pokračuje pohoří podcelky Podlysecká brázda a Lomnianska vrchovina, jižním směrem navazuje Krupinská planina s podcelky Závozská vrchovina, Dačolomská planina a Modrokamenské úboče. Východním sousedem jsou Ostrôžky.
Jižní část území patří do vojenského výcvikového prostoru Lešť.

## Významné vrcholy
- Javoří – nejvyšší vrch podcelku i pohoří (1 044 m n. m.)
- Priečne (1 023 m n. m.)
- Homôlka (1 013 m n. m.) [2]